# Unión de Estados Africanos
La Unión de Estados Africanos fue una organización internacional africana precursora de la Organización para la Unidad Africana y de la Unión Africana, que posteriormente sustituyó a la anterior. Fue integrada únicamente por tres países, Malí, Ghana, y Guinea; estaba liderada por Kwame Nkrumah y Ahmed Sékou Touré. 
Fundada el 23 de noviembre de 1958 tras un acuerdo entre Ghana y Guinea, en abril de 1961 Malí entró en la Unión. Se disolvió en 1962.